# Kirchlinde
Kirchlinde, Dortmund-Kirchlinde (dolnoniem. Keärklinne) – dzielnica miasta Dortmund w Niemczech, w kraju związkowym Nadrenia Północna-Westfalia, w okręgu administracyjnym Huckarde.